# Alfred P. Sloan
Pour les articles homonymes, voir Sloan.
Alfred Pritchard Sloan, Jr, né le 23 mai 1875 et mort le 17 février 1966, est un chef d'entreprise et entrepreneur américain, président du constructeur automobile General Motors pendant près de 30 ans, de 1923 à 1956. 

## Biographie
Né à New Haven dans le Connecticut, il étudia le génie électrique et fut diplômé du Massachusetts Institute of Technology (MIT) en 1892.
Il devint dès 1899 président de l'usine de roulements à billes de John Wesley Hyatt, l'inventeur du celluloïd, dont son père était actionnaire. En 1916, sa société fusionna avec United Motors Corporation qui par la suite devint une filiale de General Motors dont il devint vice-président, puis président (1923) et finalement Chairman of the Board (1937). En 1934, il créa la fondation philanthropique Alfred P. Sloan. GM sous sa direction devint célèbre pour différents outils de pilotage d'entreprise utilisant les statistiques financières comme le retour sur investissement. Ces mesures furent introduites chez GM par Donaldson Brown.
Au crédit de Sloan, la mise en place de changements de style chaque année d'où est issu le concept d’obsolescence programmée. Il a aussi mis en place une structure de prix dans laquelle (du plus bas au plus haut prix), les marques Chevrolet, Pontiac, Oldsmobile, Buick et Cadillac n'entraient pas en concurrence entre elles et de façon à rendre « captif » un acheteur au sein de la famille des marques GM au fur et à mesure que son pouvoir d'achat augmentait ou que ses préférences changeaient avec l'âge. C'est le sloanisme : la production doit prendre en compte la dimension socioculturelle de la consommation de masse et proposer une gamme diversifiée à la fois en fonction des budgets mais aussi renouveler les modèles par des combinaisons d’éléments de bases standardisés et cette gamme de produits est le miroir des espoirs d’ascension sociale.
Ces concepts, face à la résistance de Ford au changement dans les années 1920, propulsèrent GM no 1 des ventes industrielles au début des années 1930, une position qu'il maintiendra jusqu'à la fin du XXe siècle. Sous la direction de Sloan, GM deviendra la plus grande et la plus profitable entreprise industrielle dans le monde.
Pendant son mandat à la tête de GM, beaucoup de tramways pour le transport public aux États-Unis furent remplacés par des bus. Beaucoup de ces tramways furent brûlés pour prévenir tout retour à ce mode de transport en commun dans les futures politiques urbaines. Certains pensent que GM ordonna ces destructions. Les fréquences des bus baissèrent sur les trajets les moins rentables poussant les Américains à acheter leur propre véhicule et à voyager de manière indépendante. GM fut condamné en 1949 avec d'autres compagnies pour avoir violé les lois anti-trusts (favorables à la concurrence) en monopolisant les approvisionnements à la National City Lines et dut payer une amende insignifiante de 5000$. GM fut cependant acquitté des soupçons de tentatives de monopole dans les transports terrestre qui pesaient sur elle.
Dans les années 1930, General Motors, longtemps hostile aux syndicats, se trouva confronté à ses ouvriers, récemment organisés et prêts à obtenir des droits du travail. Sloan était hostile à la violence telle que celle pratiquée par Henry Ford. Il préférait l'usage subtil de l'espionnage et il bâtit le meilleur réseau secret jamais créé dans une entreprise. Mais quand les travailleurs organisèrent une grève postée massive en 1936, Sloan trouva que l'espionnage n'avait qu'une faible valeur devant une telle tactique syndicale[réf. nécessaire].

### Un pionnier de la formation au management

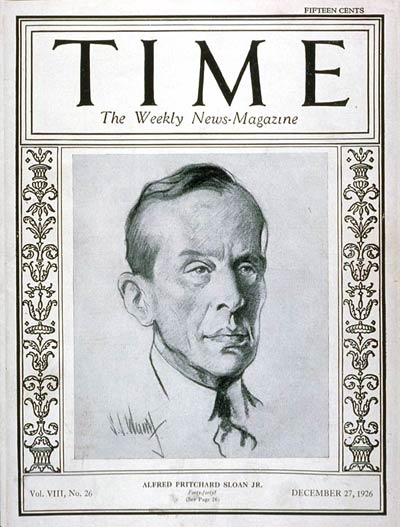
Une du Time (27 décembre 1926).

Le deuxième programme universitaire pour managers — le Sloan Fellows — fut créé en 1931 au MIT sous le parrainage de Sloan.
Une subvention de la Fondation Sloan créa la MIT School of Industrial Management en 1952 dans le but de former le « manager idéal », et l'école fut renommée en l'honneur d'Alfred Sloan la Alfred P. Sloan School of Management, une des meilleures business schools mondiales actuelles. Un second financement créa la Sloan Fellows Program à la Stanford Graduate School of Business en 1957.
Le programme devint le Stanford Sloan Master's Program en 1976, délivrant le diplôme de Master of Science in Management.
Sloan prit sa retraite du poste de Chairman le 2 avril 1956 et mourut 10 ans plus tard en 1966.
Il fut également le chef de file de l'école néo-classique en science de gestion, s'inspirant notamment de Taylor (US) et Fayol (Fr).